# Польська кляса C з футболу
Польська кляса С з футболу (пол. Klasa C) — дев'ятий та останній за значимістю дивізіон в ієрархії польського футболу. П'ятий регіональний дивізіон в системі футбольних ліг Польщі.
Турнір складається з декількох або десятка (залежно від регіону) груп. Участь у змаганнях беруть групи з одного футбольного району. Переможці кожної з них підвищуються до Кляси А. Інші команди залишаються на цьому ж рівні або не заявляються на новий сезон (однак, вони можуть повернутися до розіграшу наступного сезону). У більшості воєводств цей рівень змагань відсутній. Боротьба в класі здійснюється циклічно (кожного сезону) за круговою системою. У ній беруть участь польські футбольні команди з одного футбольного району в декількох або десятках регіональних груп.  
У класі С є три футбольні асоціації — Нижньосілезька, Сілезька та Малопольська.